# Герб на Кресна
Гербът на Кресна е един от символите на града и общината. Гербът е с формата на испански щит, разделен на две половини хоризонтално. В долната част е изобразена минаващата през града река Струма, разделяща двете планини на Кресна - Малешевската и Пирин. В горната половина на син фон е изобразен бял лъв пасант, като традиционен български символ на величие, и над него пише с големи букви „КРЕСНА“.